# Mistrzostwa Europy U-19 w futsalu 2022
II Mistrzostwa Europy U-19 w futsalu 2022 (oficjalna nazwa:UEFA Under-19 Futsal Euro 2022) to druga edycja Mistrzostw Europy U-19 w futsalu organizowanego co dwa lata przez UEFA dla męskich drużyn U-19 futsalowych zrzeszonych z UEFA. Turniej odbył się na Olivo Arena w Jaén, w Hiszpanii w dniach od 3-10 września 2022 roku. Początkowo turniej był zaplanowany między 1 a 7 listopada 2021 roku, ale z powodu pandemii COVID 19 został przełożony na dni pomiędzy 3 a 10 września 2022 roku. W turnieju wzięło udział 8 drużyn. W turnieju mogli wziąć udział zawodnicy urodzeni nie wcześniej niż 1 stycznia 2002 roku. Tytuł obroniła reprezentacja Hiszpanii pokonując Portugalię 6:2 (4:2,2:2,2:1) w finale stając się pierwszą reprezentacją, która obroniła tytuł. 

## Procedura wyboru gospodarza
Zainteresowanie organizacją wydarzenia zadeklarowały 2 kraje:
- Litwa
- Hiszpania

Gospodarz miał zostać wybrany przez Komitet Wykonawczy UEFA 10 grudnia 2020 roku, ale decyzję opóźniono. Dnia 19 kwietnia 2021 tenże komitet ogłosił, że Euro odbędzie się na Olivo Arena w Jaén, w Hiszpanii.

## Kwalifikacje
Łącznie wzięły udział 34 państwa. Reprezentacja Hiszpanii jako gospodarz udział miała zapewniony. Pozostałe 33 państwa walczyły o 7 miejsc w turnieju. Proces kwalifikacji podzielono na dwie rundy:
- Preeliminacje - 7 najniżej notowanych drużyn w rankingu UEFA podzielono na dwie grupy, w jednej były 4 drużyny, w drugiej 3, drużyny grały systemem każdy z każdym po jednym meczu w kraju wybranym wcześniej. Zwycięzcy każdej z grup awansowali do Rundy Głównej.
- Runda Główna - 26 pozostałych drużyn plus dwie drużyny z preeliminacji podzielono na 7 grup po 4 drużyny, drużyny grały systemem każdy z każdym po jednym meczu w kraju wybranym wcześniej. Zwycięzcy każdej z grup awansowali do turnieju finałowego.

Grupy początkowo miały być rozlosowane 23 października 2020 r., ale losowanie zostało przełożone na 7 lipca 2021 r. Runda preeliminacyjna pierwotnie miała się odbyć w dniach 12-17 stycznia 2021 r., a runda główna miała się odbyć w dniach 23-28 marca 2021. Zostało to jednak z powodu pandemii COVID-19 przesunięte na 2-7 listopada 2021 r. w rundzie preeliminacyjnej i 15-20 marca 2022 r. w rundzie głównej.

## Zakwalifikowane drużyny
Następne 7 drużyn zakwalifikowało się do turnieju finałowego:
| Zespół          | Metoda kwalifikacji | Data kwalifikacji | Liczba występów | Najlepszy wynik     |
| --------------- | ------------------- | ----------------- | --------------- | ------------------- |
| Hiszpania U-19  | Gospodarz           | 19 kwietnia 2021  | 1               | Mistrzostwo (2019)  |
| Włochy U-19     | Mistrz grupy 1      | 19 marca 2022     | Debiutant       | Debiutant           |
| Portugalia U-19 | Mistrz grupy 2      | 20 marca 2022     | 1               | Półfinał (2019)     |
| Francja U-19    | Mistrz grupy 3      | 19 marca 2022     | Debiutant       | Debiutant           |
| Polska U-19     | Mistrz grupy 4      | 18 marca 2022     | 1               | Półfinał (2019)     |
| Rumunia U-19    | Mistrz grupy 5      | 18 marca 2022     | Debiutant       | Debiutant           |
| Ukraina U-19    | Mistrz grupy 6      | 10 lipca 2022     | 1               | Faza Grupowa (2019) |
| Chorwacja U-19  | Mistrz grupy 7      | 19 marca 2022     | 1               | II miejsce (2019)   |

## Losowanie
Losowanie odbyło się 14 lipca 2022 roku na zewnątrz Jaén Cathedral. Osiem drużyn zostało rozlosowanych na dwie grupy po 4 drużyny każda. Nie było rozstawień z wyjątkiem tego, że reprezentacja Hiszpanii będzie przypisana do pozycji A1. Terminarz zatwierdzono 22 lipca 2022.

## Składy
Każda drużyna musi zgłosić skład składający się z 14 zawodników, z których co najmniej 2 musi być bramkarzami.

## Faza Grupowa
Za zwycięstwo przyznawane są trzy punkty, za remis jeden, o kolejności w grupie będzie decydować suma zdobytych punktów. Do półfinału awansują po najlepsze drużyny z każdej z grup. Gdy dwie lub więcej drużyn uzyskają tę samą liczbę punktów (po rozegraniu wszystkich meczów w grupie), o kolejności decydują kryteria określone przez UEFA, kolejno:
1. Większa liczba punktów zdobytych w meczach pomiędzy tymi drużynami;
2. Lepszy bilans zdobytych i straconych bramek w meczach pomiędzy tymi drużynami;
3. Większa liczba bramek zdobytych pomiędzy tymi drużynami;
4. Jeżeli po zastosowaniu kryteriów 1-3 pozostają drużyny, dla których nie rozstrzygnięto kolejności, kryteria 1-3 powtarza się z udziałem tylko tych drużyn, jeżeli kolejność jest nierozstrzygnięta, stosuje się dalsze punkty;
5. Lepszy bilans zdobytych i straconych bramek w meczach w grupie;
6. Większa liczba bramek zdobytych we wszystkich meczach w grupie;
7. Jeśli w ostatniej kolejce fazy grupowej, dwie drużyny zmierzą się ze sobą i każda z nich ma taką samą liczbę punktów, jak również taką samą liczbę zdobytych i straconych bramek, a wynik zakończy się remisem w meczu pomiędzy tymi drużynami, ustala się ich miejsce grupowe przez serię rzutów karnych. (Kryterium to nie jest stosowane, jeśli więcej niż dwie drużyny mają taką samą liczbę punktów.);
8. Klasyfikacja Fair Play turnieju finałowego (czerwona kartka = 3 punkty, żółta kartka = 1 punkt, wykluczenie za dwie żółte kartki w meczu = 3 punkty);
9. Współczynnik UEFA dla losowania rundy kwalifikacyjnej;
10. Losowanie;

Legenda do tabelek:
- Pkt – liczba punktów
- M – liczba meczów
- W – wygrane
- R – remisy
- P – porażki
- Br+ – bramki zdobyte
- Br− – bramki stracone
- +/− – różnica bramek
- G – gospodarz

(A) - awans do następnej rundy
(E)- drużyna wyeliminowana

### Grupa A
| Zespół             | Pkt | M | W | R | P | Br+ | Br- | +/- |
| ------------------ | --- | - | - | - | - | --- | --- | --- |
| Hiszpania U-19 (G) | 7   | 2 | 2 | 1 | 0 | 22  | 3   | +19 |
| Ukraina U-19       | 7   | 2 | 2 | 1 | 0 | 13  | 8   | +5  |
| Chorwacja U-19 (E) | 3   | 3 | 1 | 0 | 2 | 13  | 17  | -4  |
| Rumunia U-19 (E)   | 0   | 3 | 0 | 0 | 3 | 2   | 22  | -20 |

| Mecz 1 4 września 2022 13:30 | Ukraina U-19 · Dychuk 0:32' · Malynovskyi 27:34' · Kvasnii 27:44, 37:44' · Semenchenko 30:28' · Smetanenko 36:43' | 6:41:4Raport | Chorwacja U-19 · Josipović 4:53' · Mundvajl 7:45' · Susac k.' (17:43) · Cicić 18:24' · | Olivo Arena Jaén Sędzia: Damian Grabowski |
|                              | |              |                                                                                        |                                           |

| Mecz 4 4 września 2022 21:00 | Hiszpania U-19 · Espin 6:28' · Nicolas 11:14,23:12' · Ortas 14:46' · Carrasco 19:32' · Tapias 24:05' · Gomez 26:09' · Guido 32:55' · Riveira 34:22' | 9:04:0Raport | Rumunia U-19 | Olivo Arena Jaén Sędzia: Ruben Cardoso |
|                              | |              |              |                                        |

| Mecz 6 5 września 2022 16:00 | Rumunia U-19 · Csog 20:24' · Hegyi 33:54' | 2:50:1Raport | Ukraina U-19 · Semenchenko 8:59' · Kvasnii 24:09,28:15' · Dychuk 28:47' · Lutai 38:11' · | Olivo Arena Jaén Sędzia: Asłan Galaiev |
|                              |                                           |              |                                                                                          |                                        |

| Mecz 8 5 września 2022 21:00 | Chorwacja U-19 · Cigler 17:00' | 1:110:6Raport | Hiszpania U-19 · Pablo Ordoñez 2:35' 6:40' 24:36' 25:23' · Nicolás 5:31' · Moreno 8:27' 8:38' · Álex García 13:53' 31:32' · Ortas 28:58' 37:48' | Olivo Arena Jaén Sędzia: Ingus Puriņš |
|                              |                                |               | |                                       |

| Mecz 9 7 września 2022 13:30 | Chorwacja U-19 · Susac 6:41' · Durković 14:48' · Cicić 15:43' · Cicić 17:25' · Lasić 19:25' · Dragicević 32:19' · Zorotović 37:58,39:13' | 8:05:0Raport | Rumunia U-19 | Olivo Arena Jaén Sędzia: Telmen Undrakh |
|                              | |              |              |                                         |

| Mecz 12 7 września 2022 21:00 | Hiszpania U-19 · Carrasco 22:57' · Moreno 31:54' | 2:20:0Raport | Ukraina U-19 · Smetanenko 30:15' · Dychuk 38:55' | Olivo Arena Jaén Sędzia: Giulio Colombin |
|                               |                                                  |              |                                                  |                                          |

### Grupa B
| Zespół          | Pkt | M | W | R | P | Br+ | Br- | +/- |
| --------------- | --- | - | - | - | - | --- | --- | --- |
| Portugalia U-19 | 9   | 3 | 2 | 0 | 0 | 12  | 4   | 8   |
| Polska U-19     | 6   | 3 | 2 | 0 | 1 | 9   | 7   | 2   |
| Włochy U-19     | 3   | 3 | 1 | 0 | 2 | 5   | 10  | -5  |
| Francja U-19    | 0   | 3 | 0 | 0 | 3 | 3   | 8   | -5  |

| Mecz 2 4 września 2022 16:00 | Polska U-19 · Roll 13:52,32:38' | 2:41:1Raport | Portugalia U-19 · Furtado 1:35,24:29' · Colaco 23:43' · Kutchy 30:25' · | Olivo Arena Jaén Sędzia: Peter Nuse |
|                              |                                 |              |                                                                         |                                     |

| Mecz 3 4 września 2022 18:30 | Francja U-19 | 0:30:2Raport | Włochy U-19 · Capponi 6:30' Ansaloni 13:06' Pazotti k.' (35:10) | Olivo Arena Jaén Sędzia: Volha Pauliuts |
|                              |              |              |                                                                 |                                         |

| Mecz 5 5 września 2022 13:30 | Włochy U-19 · Scavino 39:42' (2k.) | 1:40:2Raport | Polska U-19 · Sendlewski 10:46' Linczerski 19:47' Roll 36:50' Krzempek 39:12' | Olivo Arena Jaén Sędzia: Rastislav Behancin |
|                              |                                    |              |                                                                               |                                             |

| Mecz 7 5 września 2022 18:30 | Portugalia U-19 · Simao 8:46' · Santos 21:25' | 2:11:1Raport | Francja U-19 · Benslama k.' (19:26) | Olivo Arena Jaén Sędzia: Lars Van Leeuwen |
|                              |                                               |              |                                     |                                           |

| Mecz 10 7 września 2022 16:00 | Polska U-19 · Linczerski 16:08' 38:23' · Sendlewski 17:23'(p) | 3:22:1Raport | Francja U-19 · Dembele 2:05' · Alla 31:23' | Olivo Arena Jaén Sędzia: Marjan Mladenovski |
|                               |                                                               |              |                                            |                                             |

| Mecz 11 7 września 2022 18:00 | Portugalia U-19 · Lucas sam.' (0:41) · Furtado 3:35,22:05' · Kutchy 11:03' · Colaco 16:39' · Santos 29:33' | 6:14:0Raport | Włochy U-19 · Lucas 28:28' · | Olivo Arena Jaén Sędzia: Javier Moreno Reina |
|                               | |              |                              |                                              |

## Faza Pucharowa
W półfinałach i finale w przypadku remisu zaczyna się dogrywka, a w przypadku dalszego braku zwycięzcy seria rzutów karnych. 
UWAGA! Wyniki w nawiasach to wyniki po rzutach karnych.

### Drabinka
|  |                            |                 |                 |                       |   |                |                |       |
|  | Półfinał                   | Półfinał        | Półfinał        |                       |   | Finał          | Finał          | Finał |
|  | Półfinał                   | Półfinał        | Półfinał        |                       |   | Finał          | Finał          | Finał |
|  | 8 września 2022 Jaén 21:00 |                 |                 |                       |   |                |                |       |
|  |                            |                 |                 |                       |   |                |                |       |
|  | Hiszpania U-19             | Hiszpania U-19  | 5               |                       |   |                |                |       |
|  | Hiszpania U-19             | Hiszpania U-19  | 5               | 10 września 2022 Jaén |   |                |                |       |
|  | Polska U-19                | Polska U-19     | 2               |                       |   |                |                |       |
|  | Polska U-19                | Polska U-19     | 2               |                       |   | Hiszpania U-19 | Hiszpania U-19 | 6     |
|  | 8 września 2022 Jaén 18:00 |                 |                 |                       |   | Hiszpania U-19 | Hiszpania U-19 | 6     |
|  |                            |                 | Portugalia U-19 | Portugalia U-19       | 2 |                |                |       |
|  | Portugalia U-19            | Portugalia U-19 | Portugalia U-19 | Portugalia U-19       | 2 | 4              |                |       |
|  | Portugalia U-19            | Portugalia U-19 |                 |                       |   |                |                |       |
|  | Ukraina U-19               | Ukraina U-19    | 1               |                       |   |                |                |       |
|  | Ukraina U-19               | Ukraina U-19    | 1               |                       |   |                |                |       |

### Półfinały
| Mecz 13 8 września 2022 21:00 | Hiszpania U-19 · Álex García 23:08' · Adrián Rivera 23:22' · Nicolás 42:48' 48:23' · Carrasco 45:41' | 5:2 (dogr.)(0:1, 2:2, 3:2)Raport | Polska U-19 · Sendlewski k.' (16:20) · Turkowyd 26:03' | Olivo Arena Jaén Sędzia: Ruben Cardoso |
|                               | |                                  |                                                        |                                        |

| Mecz 14 8 września 2022 18:00 | Portugalia U-19 · Santos 2:28' · Velho 14:52' · Simao 21:17' · Kutchy 31:54' | 4:12:0Raport | Ukraina U-19 · Skybchyk 32:57' | Olivo Arena Jaén Sędzia: Javier Moreno Reina |
|                               |                                                                              |              |                                |                                              |

### Finał
| Mecz 15 10 września 2022 19:00 | Hiszpania U-19 · Carrasco 1:02' · Moreno 16:34' · Álex García 41:28' · Adrián Rivera 44:49' · Ion Cerviño 46:52' · Pablo Ordóñez 48:42' | 6:2 (dogr.)(4:2,2:2,2:1)Raport | Portugalia U-19 · Rúben Teixeira k' 6:43' · Ion Cerviño 37:46' | Olivo Arena Jaén Widzów: 3,067 Sędzia: Giulio Colombin |
|                                | |                                |                                                                |                                                        |

## Mistrz Europy U-19 2022
| Mistrz Europy U-19 2022 |
| ----------------------- |
| Hiszpania U-19          |
| DRUGI TYTUŁ             |